# Lilla Åktjärnen
Lilla Åktjärnen är en sjö i Ånge kommun i Medelpad och ingår i Ljungans huvudavrinningsområde. Sjön är 9,5 meter djup, har en yta på 0,18 kvadratkilometer och är belägen 242 meter över havet.